# Quân khu 5, Quân đội nhân dân Việt Nam
Quân khu 5 trực thuộc Bộ Quốc phòng Việt Nam là một trong 7 quân khu của Quân đội nhân dân Việt Nam hiện nay có nhiệm vụ tổ chức, xây dựng, quản lý và chỉ huy quân đội chiến đấu bảo vệ vùng căn cứ Tây Nguyên và cứ điểm Nam Trung Bộ, dự kiến bảo vệ khu vực 5 tỉnh, TP sau sáp nhập là TP Đà Nẵng, Quảng Ngãi, Gia Lai, Khánh Hòa, Đắk Lắk.

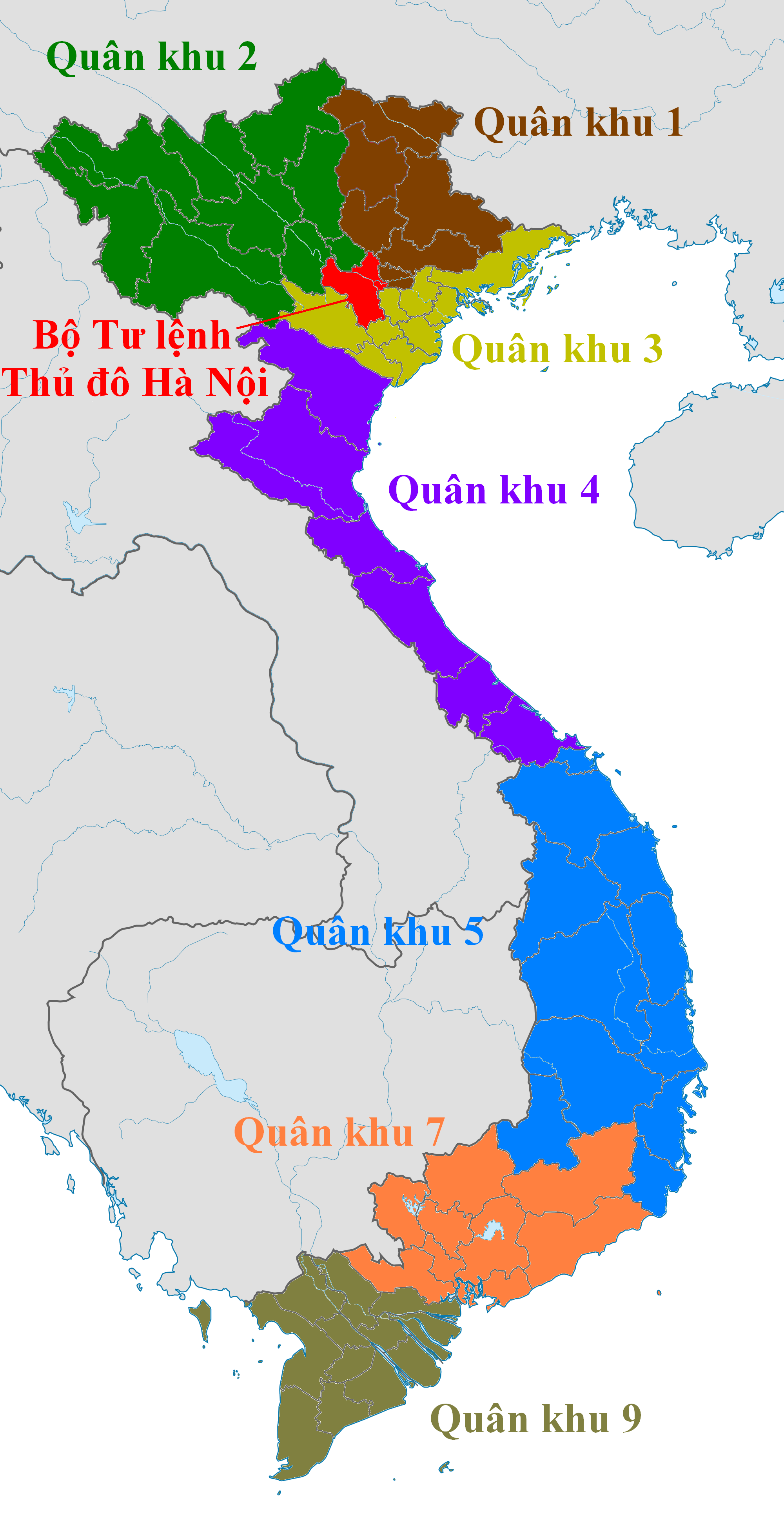
Các quân khu hiện tại của Việt Nam

## Lịch sử
- Ngày 16 tháng 10 năm 1945, thành lập Chiến khu 5 và Chiến khu 6.[2]

1. Chiến khu 5 gồm các tỉnh: Quảng Nam, Quảng Ngãi, Bình Định, Gia Lai, Kon Tum do ông Cao Văn Khánh làm Khu trưởng và ông Nguyễn Chánh làm Chính ủy.
2. Chiến khu 6 gồm các tỉnh: Phú Yên, Khánh Hòa, Ninh Thuận, Bình Thuận, Đắc Lắc, Lâm Viên và Đồng Nai Thượng do ông Trần Công Khanh, sau đó là ông Nguyễn Tế Lâm làm Khu trưởng và ông Trịnh Huy Khang làm Chính ủy.

- Ngày 26 tháng 10 năm 1948, Khu 5, Khu 6, Khu 15 sáp nhập thành Liên khu 5. Bộ chỉ huy Liên khu gồm: đồng chí Nguyễn Thế Lâm giữ quyền Tư lệnh, ông Nguyễn Chánh – Chính trị ủy viên, đến cuối năm 1948 bổ sung ông Đàm Quang Trung làm Phó Tư lệnh. Địa bàn Khu 5 từ đèo Hải Vân đến Hàm Tân, Bình Thuận.[2]
- Ngày 25 tháng 1 năm 1955, Bộ Chính trị quyết định sáp nhập 2 tỉnh Quảng Trị (từ nam sông Bến Hải vào) và tỉnh Thừa Thiên vào Liên khu 5 và thành lập 4 liên tỉnh trực thuộc Liên khu 5 gồm: Liên tỉnh Quảng Trị, Thừa Thiên, Quảng Nam; Liên tỉnh Quảng Ngãi, Bình Định, Phú Yên; Liên tỉnh Khánh Hòa, Ninh Thuận, Bình Thuận, Lâm Viên và Đồng Nai Thượng (Lâm Đồng); Liên tỉnh Kon Tum, Gia Lai, Đắc Lắc. Ngày 25 tháng 1 năm 1956, Bộ Chính trị quyết định sáp nhập Liên tỉnh Quảng Trị, Liên tỉnh Thừa Thiên, Liên khu 5 vào tỉnh Quảng Trị, Thừa Thiên (nay là tỉnh Thừa Thiên – Huế) thành Quân khu 5 và Quân khu 6.
- Ngày 27 tháng 7 năm 1961, thành lập Bộ Tư lệnh Quân khu 5 và Bộ Tư lệnh Quân khu 6.[2]

1. Quân khu 5 gồm các tỉnh: Quảng Trị, Thừa Thiên, Quảng Nam, Quảng Ngãi, Bình Định, Phú Yên, Kon Tum, Gia Lai do ông Nguyễn Đôn làm Tư lệnh kiêm Chính ủy.
2. Quân khu 6 gồm các tỉnh Khánh Hòa, Ninh Thuận, Bình Thuận, Đắk Lắk, Quảng Đức, Tuyên Đức, Lâm Đồng do ông Y Blốc Êban làm quyền Tư lệnh.

- Ngày 27 tháng 4 năm 1965, Quân khu Trị Thiên Huế thành lập tách ra từ Quân khu 5.
- Quân khu đã thành lập thêm 3 sư đoàn bộ binh: Sư đoàn 307 (3 tháng 7 năm 1978), Sư đoàn 309 (6 tháng 9 năm 1978) và Sư đoàn 315 (29 tháng 2 năm 1979), đồng thời thành lập Mặt trận 579.[2]
- Hiện nay, phạm vi bảo vệ của Quân khu 5 bao gồm toàn bộ vùng Tây Nguyên và duyên hải Nam Trung Bộ (trừ Bình Thuận và Lâm Đồng), gồm thành phố Đà Nẵng, tỉnh Quảng Ngãi, tỉnh Khánh Hòa, tỉnh Gia Lai và tỉnh Đắk Lắk

## Trụ sở
Bộ Tư lệnh Quân khu 5 đặt tại số 1 đường Duy Tân, phường Hòa Cường Bắc, quận Hải Châu, thành phố Đà Nẵng. Trước năm 1975, đây là Trại Nguyễn Tri Phương và là trụ sở Bộ Tư lệnh Quân đoàn I của chế độ cũ Việt Nam Cộng hòa.

## Lãnh đạo hiện nay
- Tư lệnh: Thiếu tướng Lê Ngọc Hải (Phụ trách chung, chỉ đạo toàn bộ công tác quân sự)
- Chính ủy: Đại tá Lương Đình Chung (Phụ trách và chỉ đạo toàn bộ hoạt động công tác Đảng, công tác chính trị)
- Các Phó Tư lệnh:

- Tham mưu trưởng: Phụ trách công tác tham mưu, tác chiến, lục quân: Đại tá Phan Đại Nghĩa (sinh năm 1976)
- Phụ trách công tác kinh tế, đối ngoại QP: Thiếu tướng Hứa Văn Tưởng (sinh năm 1967)
- Phụ trách công tác hậu cần, tư pháp, thanh tra, pháp chế: Thiếu tướng Trần Thanh Hải (sinh năm 1972)
- Phụ trách công tác kỹ thuật: Thiếu tướng Nguyễn Quốc Hương (sinh năm 1970)
- Phó chính ủy : Đại tá Trần Minh Trọng, Ủy viên Ban Thường vụ Đảng ủy.

## Tổ chức Đảng Cộng sản Việt Nam

### Tổ chức chung
Từ năm 2006 thực hiện chế độ Chính ủy, Chính trị viên trong Quân đội. Tổ chức Đảng bộ trong Quân khu 5 theo phân cấp như sau:
- Đảng bộ Quân khu 5 là cao nhất.
- Đảng bộ Bộ Tham mưu, Cục Chính trị, Cục Hậu cần, Cục Kỹ thuật, các Sư đoàn, Lữ đoàn, Bộ chỉ huy quân sự tỉnh (tương đương cấp Sư đoàn)
- Đảng bộ các đơn vị cơ sở trực thuộc các Cục, Sư đoàn (tương đương cấp Tiểu đoàn và Trung đoàn)
- Chi bộ các cơ quan đơn vị trực thuộc các đơn vị cơ sở (tương đương cấp Đại đội)

### Thành phần
Về thành phần của Đảng bộ Quân khu 5 thường bao gồm như sau:
1. Trung tướng Trịnh Đình Thạch Bí thư: Chính ủy Quân khu 5
2. Trung tướng Thái Đại Ngọc Phó Bí thư: Tư lệnh Quân khu 5

Ban Thường vụ
1. Thiếu tướng : Lê Ngọc Hải Ủy viên Thường vụ: Phó Tư lệnh kiêm Tham mưu trưởng
2. Thiếu tướng : Võ Văn Hưng Ủy viên Thường vụ , chủ nhiệm chính trị quân khu
3. Thiếu tướng: Cao Phi Hùng ủy viên Thường vụ, Phó Tư lệnh
4. Thiếu tướng: Hứa Văn Tưởng ủy viên thường vụ, Phó Tư lệnh

Ban Chấp hành Đảng bộ
1. Đảng ủy viên: Phó Tư lệnh
2. Đảng ủy viên: Phó Chính ủy
3. Đảng ủy viên: Sư đoàn trưởng Sư đoàn 2
4. Đảng ủy viên: Phó Tham mưu trưởng
5. Đảng ủy viên: Phó Tham mưu trưởng
6. Đảng ủy viên: Chính ủy Sư đoàn 315
7. Đảng ủy viên: Sư đoàn trưởng Sư đoàn 305 hoặc Sư đoàn 307
8. Đảng ủy viên: Cục trưởng Cục Hậu cần hoặc Cục trưởng Cục Kỹ thuật
9. Đảng ủy viên: Chỉ huy trưởng Bộ Chỉ huy quân sự tỉnh
10. Đảng ủy viên: Chỉ huy trưởng Bộ Chỉ huy quân sự tỉnh
11. Đảng ủy viên: Lữ đoàn trưởng Lữ đoàn Công Binh 270

## Tổ chức chính quyền

### Cơ quan trực thuộc

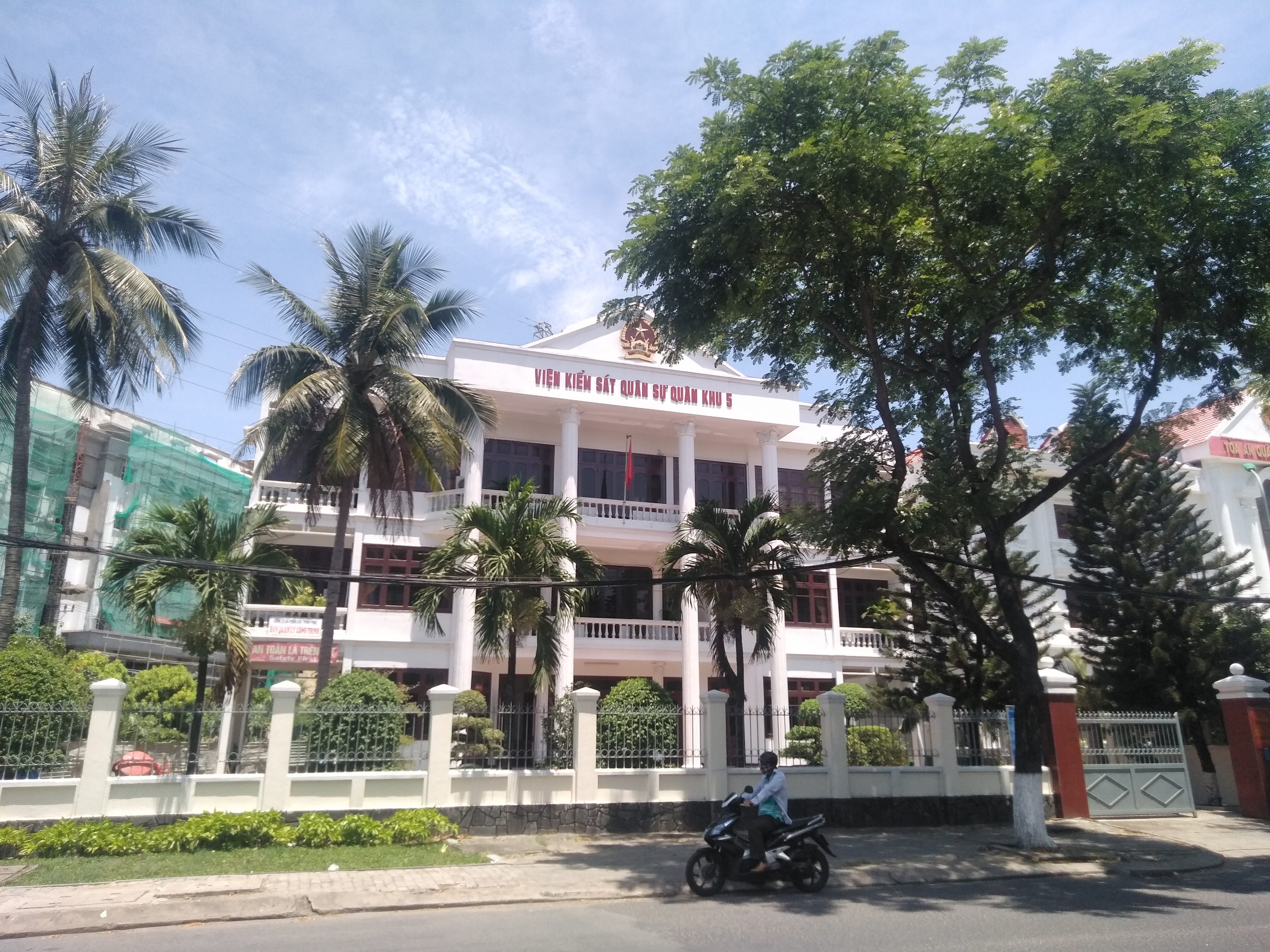
Viện Kiểm sát Quân sự Quân khu 5

- Văn phòng[4]

### Bộ Tham mưu
- Tham mưu trưởng: Đại tá Phan Đại Nghĩa (nguyên Chỉ huy trưởng Bộ Chỉ huy Quân sự tỉnh Nghệ An)[6]
- Phó Tham mưu trưởng: Bí thư Đảng ủy: Thiếu tướng Lưu Xuân Phương (nguyên Chính uỷ, Chỉ huy trưởng Bộ CHQS tỉnh Ninh Thuận)
- Phó tham mưu trưởng: Đại tá Lê Kim Giàu (Nguyên Chỉ Huy trưởng Bộ CHQS tỉnh Gia Lai)
- Phó tham mưu trưởng: Đại tá Lê Trung Thành (Nguyên Chỉ Huy trưởng Bộ CHQS tỉnh Quảng Nam)
- Phó tham mưu trưởng: Đại tá Võ Văn Bá  (nguyên chỉ Huy trưởng Bộ CHQS tỉnh Quảng Ngãi)

#### Phòng Trinh sát
- Thượng tá Đỗ Tấn Phúc

#### Phòng Pháo binh
- Chủ nhiệm : Đại tá Nguyễn Văn Cơ

#### Phòng Khoa học quân sự
- Đại tá : Nguyễn Hoài Tân

#### Phòng Tài chính
- Trưởng phòng : Đại tá Nguyễn Thành Nhơn
- Phó Trưởng phòng : Thượng tá Nguyễn Văn Bá, Thượng tá Trần Phước Duy

### Cục Chính trị
- Chủ nhiệm: Thiếu tướng Võ Văn Hưng (Nguyên Chính ủy BCHQS Tỉnh Quảng Ngãi)[7]
- Phó Chủ nhiệm, Bí thư Đảng ủy: Thiếu tướng Đoàn Văn Nhất (Nguyên Chính ủy Sư 2 , Nguyên Bộ Chỉ huy Quân sự tỉnh Kon Tum)
- Phó Chủ nhiệm: Đại tá Đỗ Thanh Xuân (Nguyên chính ủy Kon Tum Nguyên Chính ủy Trường Quân sự Quân khu 5).
- Phó Chủ nhiệm: Đại tá Dương Hoàng Toán.
- Phó Chủ nhiệm: Đại tá Nguyễn Thanh Xuân (Nguyên Chính ủy Đăk Lăk , Nguyên chính ủy Cục Hậu cần).

#### Phòng Kế hoạch Tổng hợp
- Trưởng phòng: Đại tá Nguyễn Hữu Thuận

#### Phòng Tuyên huấn
- Trưởng phòng: Đại tá Trần Kim Quyền

#### Phòng Cán bộ
- Trưởng phòng: Đại tá Võ Văn Tuấn

#### Phòng Dân vận
Đại tá : Hồ Văn Tiến

#### Phòng Tổ chức
Đại tá : Trần Đức Giang 

#### Phòng Chính sách
- Trưởng phòng: Đại tá Phạm Tấn Tiễn

#### Phòng Công tác quần chúng
Trưởng phòng: Đại tá Nguyễn Đăng Thạch

#### Ủy ban kiểm tra Đảng
- Đại tá Lê Văn Hải
- Đại tá Huỳnh Văn Chinh
- Đại tá Trương Quang Sinh

### Cục Hậu cần Kỹ Thuật
- Chủ nhiệm: Đại tá Lương Kế Điềm.( NGUYÊN chỉ huy trưởng  bộ chỉ huy quân sự tỉnh phú yên [8]
- Chính uỷ: Đại tá : Trần Kim Quyền ( nguyên trưởng phòng tuyên huấn Qk5)

### Đơn vị trực thuộc Quân khu

#### Bộ Chỉ huy quân sự thành phố Đà Nẵng
- Chỉ huy trưởng : Đại tá Nguyễn Văn Hoà

- Chính ủy : Đại tá Võ Văn Tuấn ( nguyên trưởng phòng cán bộ quân Khu )

#### Bộ Chỉ huy quân sự tỉnh Quảng Nam
- Chỉ Huy trưởng : Thượng  tá Trần Hữu Ích

- Chính ủy : Đại tá Mai Kim Bình

#### Bộ Chỉ huy quân sự tỉnh Quảng Ngãi
- Chỉ Huy trưởng : Thượng tá Trần Thế Phan

- Chính ủy : Đại tá Võ Tấn Tài .

#### Bộ Chỉ huy quân sự tỉnh Kon Tum
- Chỉ huy trưởng : Đại tá Nguyễn Thế Vinh

- Chính ủy Đại tá : Hồ Anh Tuấn

#### Bộ Chỉ huy quân sự tỉnh Bình Định
- Chỉ huy trưởng: Đại tá Đỗ Xuân Hùng

- Chính ủy: Đại tá

#### Bộ Chỉ huy quân sự tỉnh Gia Lai
- Chỉ huy trưởng : Đại tá Lê Kim Giàu

- Chính ủy : Đại tá Lê Tuấn Hiền

#### Bộ Chỉ huy quân sự tỉnh Phú Yên
- Chỉ huy trưởng : Đại tá  Cao Văn Mười

- Chính ủy : Đại  tá : Nguyễn Thanh Nam

#### Bộ Chỉ huy quân sự tỉnh Đắk Lắk
- Chỉ huy trưởng : Đại tá Niê Ta

- Chính ủy : Đại tá Trần Minh Trọng

#### Bộ Chỉ huy quân sự tỉnh Khánh Hòa
- Chỉ huy trưởng : Đại tá Nguyễn Tấn Ý

- Chính ủy: Đại tá Trịnh Việt Thành

#### Bộ Chỉ huy quân sự tỉnh Ninh Thuận
- Chỉ huy trưởng Đại tá : Nguyễn Túy

- Chính ủy Đại tá Trương Thành Việt

#### Các đơn vị trực thuộc
- Sư đoàn Bộ binh 2[9]
- Sư đoàn Bộ Binh 305[10]
- Sư đoàn Bộ binh 315[11]
- Sư đoàn Bộ binh 307[12]
- Lữ đoàn Pháo binh 572[13]
- Lữ đoàn Pháo binh 368[14]
- Lữ đoàn Công binh 270[15]
- Lữ đoàn Công binh 280[16]
- Lữ đoàn Thông tin 575[17]
- Lữ đoàn Tăng - Thiết giáp 574[18]
- Lữ đoàn Phòng không 573[19]
- Trường Quân sự Quân khu 5[20]
- Trường Cao đẳng nghề số 5[21]
- Đoàn Kinh tế quốc phòng 206[22]
- Đoàn Kinh tế quốc phòng 516
- Công ty Cà phê 15[23]
- Công ty Đầu tư xây dựng Vạn Tường[24]
- Đoàn Kinh tế quốc phòng 737 (Ea Súp, Đắk Lắk)

### Đơn vị trực thuộc Cục
- Tiểu đoàn Đặc công 409, Bộ Tham mưu[25]
- Tiểu đoàn Phòng hóa 78, Bộ Tham mưu[26]
- Tiểu đoàn Trinh sát 32, Bộ Tham mưu[27]
- Tiểu đoàn Vệ binh 8, Bộ Tham mưu[28]
- Tiểu đoàn Tác chiến điện tử 97, Bộ Tham mưu
- Xưởng Công binh X340, Bộ Tham mưu[29]
- Trại giam khu vực miền Trung (T10), Bộ Tham mưu
- Trại tạm giam B14, Bộ Tham mưu
- Nhà khách Mỹ Khê (T50), Bộ Tham mưu
- Báo Quân khu 5, Cục Chính trị[30]
- Bảo tàng Quân khu 5, Cục Chính trị[31]
- Xưởng in Quân khu 5, Cục Chính trị[32]
- Bệnh viện Quân y 13, Cục Hậu cần[33]
- Bệnh viện Quân y 17, Cục Hậu cần[34]
- Tiểu đoàn 6, Cục Hậu cần[35]
- Kho K52, Cục Kỹ thuật[36]
- Kho K55, Cục Kỹ thuật[37]
- Xưởng Ô tô X387, Cục Kỹ thuật[38]
- Xưởng Thông tin

## Khen thưởng
- Huân chương Sao vàng (1985).[2]

## Tư lệnh qua các thời kỳ
| Họ tên Năm sinh–năm mất        | Thời gian đảm nhiệm | Cấp bậc tại nhiệm                      | Chức vụ                                                                                    | Ghi chú                                 |
| ------------------------------ | ------------------- | -------------------------------------- | ------------------------------------------------------------------------------------------ | --------------------------------------- |
| Hoàng Văn Thái (1915–1986)     | 1966–1967           | Trung tướng (1958)                     | Đại tướng (1980) Nguyên Tổng Tham mưu trưởng QĐND Việt Nam Nguyên Thứ trưởng Bộ Quốc phòng | Bộ trưởng Thể dục Thể thao Việt Nam     |
| Chu Huy Mân (1913–2006)        | 1967–1977           | Thượng tướng (1974)                    | Đại tướng (1980) nguyên Chủ nhiệm Tổng cục Chính trị                                       | Phó Chủ tịch Hội đồng Nhà nước Việt Nam |
| Đoàn Khuê (1923–1999)          | 1977–1980           | Trung tướng (1980)                     | Đại tướng (1999) nguyên Bộ trưởng Bộ Quốc phòng                                            |                                         |
| Nguyễn Chơn (1927–)            | 1985–1987           | Thượng tướng (1988)                    | nguyên Thứ trưởng Bộ Quốc phòng                                                            |                                         |
| Phan Hoan (1927–2014)          | 1987–1997           | Trung tướng (1988)                     | Nguyên Tư lệnh Quân khu 5                                                                  |                                         |
| Nguyễn Văn Được (1946–)        | 1997–2002           | Thượng tướng                           | Chủ tịch TƯ Hội Cựu chiến binh Việt Nam, Nguyên Thứ trưởng Bộ Quốc phòng                   |                                         |
| Nguyễn Khắc Nghiên (1951–2010) | 10.2002–1.2005      | Trung tướng (2002) Thượng tướng (2007) | Nguyên Tổng Tham mưu trưởng QĐND Việt Nam nguyên Thứ trưởng Thường trực Bộ Quốc phòng      |                                         |
| Huỳnh Ngọc Sơn (1951–)         | 1.2005–7.2007       | Trung tướng (2004)                     | Thượng tướng (2015) Phó Chủ tịch Quốc hội                                                  |                                         |
| Nguyễn Trung Thu (1954–)       | 7.2007–8.2010       | Trung tướng (2007)                     | Nguyên Phó Tổng Tham mưu trưởng                                                            |                                         |
| Lê Chiêm (1958–)               | 8.2010–4.2015       | Thượng tướng (2016)                    | Thứ trưởng Bộ Quốc phòng                                                                   |                                         |
| Nguyễn Long Cáng (1960–)       | 4.2015–10.2020      | Thiếu tướng (2010) Trung tướng (2015)  |                                                                                            |                                         |
| Thái Đại Ngọc (1966–)          | 10.2020– 06/01/2025 | Thiếu tướng (2016) Trung tướng (2020)  |                                                                                            |                                         |
| Lê Ngọc Hải (1970–)            | 24/02/2025 - Nay    | Thiếu tướng                            |                                                                                            |                                         |

## Chính ủy qua các thời kỳ
- 1966–1967: Hoàng Văn Thái, Đại tướng, Nguyên Thứ trưởng Bộ Quốc phòng Việt Nam.
- 1975–1976: Chu Huy Mân, Đại tướng, Nguyên Phó Chủ tịch Hội đồng Nhà nước, nguyên Chủ nhiệm Tổng cục Chính trị Quân đội Nhân dân Việt Nam.
- 1977–1980: Đoàn Khuê, Đại tướng, Nguyên Bộ trưởng Bộ Quốc phòng Việt Nam
- 1981–1990: Nguyễn Huy Chương, Trung tướng
- 1991–1996: Tiêu Văn Mẫn, Trung tướng
- Tháng 11, 1996–tháng 7, 2006: Nguyễn Thành Út, Trung tướng
- Tháng 8, 2006–2007: Nguyễn Văn Thảng, Trung tướng
- 2008–2010: Nguyễn Thành Đức, Trung tướng
- 2010–tháng 7, 2011: Đào Duy Minh, Trung tướng, nguyên Phó Chủ nhiệm Tổng cục chính trị (2011–2014)
- Tháng 7, 2011–Tháng 6, 2019, Trần Quang Phương, Trung tướng (2015), Thượng tướng (2019) Phó Chủ nhiệm Tổng cục chính trị (2019–7/2021)
- Tháng 6, 2019–04/2024, Trịnh Đình Thạch, Thiếu tướng (2015), Trung tướng (tháng 12, 2019)
- 18/05/2025 - Nay Đại tá Lương Đình Chung

## Tham mưu trưởng qua các thời kỳ
- Tháng 7, 1961 – Tháng 2, 1975: Võ Thứ (1923–1999) Trung tướng, bí danh Võ Huynh, Võ Miết, Võ Ngọc.
- Trần Bá Trình (1980–1983), Thiếu tướng
- Nguyễn Chơn (1983–1984), Thiếu tướng.
- Vương Tuấn Kiệt (1920–2015), Thiếu tướng[39]
- Phan Thanh Dư, Thiếu tướng (1987), nguyên Phó Tư lệnh – Tham mưu trưởng Mặt trận 579, Quân khu 5.
- 1986–1994, Lê An, Thiếu tướng (1988), Trung tướng (1994).
- 1996–1998, Trần Minh Thiệt (1945–1998) Thiếu tướng (1998), mất do tại nạn máy bay tại Lào
- 1999–2005, Huỳnh Ngọc Sơn, Trung tướng (2004), Tư lệnh Quân khu 5(2005–2007), Phó Chủ tịch Quốc hội (2007–2016)
- 2005–5.2010, Nguyễn Văn Tuyên, Trung tướng (2011), nguyên Phó Giám đốc Học viện Quốc phòng (2010–2015)
- 7.2010–10.2010, Lê Chiêm, Trung tướng (2012)
- 10.2010–4.2015, Nguyễn Long Cáng, Trung tướng (2015)[40]
- 4.2015–5.2018, Ngô Quý Đức, Thiếu tướng (2014) Trung tướng (2018), nguyên Phó tham mưu trưởng Quân khu 5 (2013–2015).[41][42]
- 6.2018–11.2018, Thái Đại Ngọc, Thiếu tướng (2016), nguyên Phó Tư lệnh Quân khu 5, Chỉ huy trưởng Bộ CHQS tỉnh Đăk Nông
- 11.2018–24/02/2025, Lê Ngọc Hải, Thiếu tướng (2021), nguyên Phó tham mưu trưởng Quân khu 5, nguyên Chỉ huy trưởng Bộ CHQS tỉnh Quảng Nam
- 24/04/2025 - Nay , Đại tá Phan Đại Nghĩa nguyên Chỉ huy trưởng Bộ CHQS tỉnh Nghệ An ( Quân Khu 4).

## Phó Tư lệnh qua các thời kỳ
- Nguyễn Chức, Trung tướng
- 1.1970 – 7.1979, Võ Thứ, Trung tướng. Bí danh Võ Huynh, Võ Miết, Võ Ngọc.
- Tháng 8 năm 1974, Hoàng Minh Thảo
- Huỳnh Hữu Anh, Thiếu tướng (1983)
- Đoàn Y Thanh, Thiếu tướng
- 1981–1987 Phan Hoan, Trung tướng (1988), nguyên Tư lệnh Binh chủng Thông tin
- Phan Thanh Dư, Thiếu tướng (1987), Phó Tư lệnh, tham mưu trưởng Mặt trận 579 - Quân khu 5 1985–6.1992 Châu Khải Địch, Thiếu tướng(1985)
- Lê Huẩn, Thiếu tướng
- Mai Tân, Thiếu tướng, Nguyên Phó Tư lệnh Chính trị Mặt trận 579, Quân khu 5.
- 1995–2005, Trần Ngọc Yến(1944), Thiếu tướng (1992)
- 2002–2009, Trần Công Thức(1948), Thiếu tướng (2004)
- 2003–2008, Đinh Dương, Thiếu tướng (2004)
- 2007–2010, Trần Minh Hùng, Thiếu tướng (2004), nguyên Cục trưởng Cục Quân huấn
- 2004–2009, Võ Tiến Trung, Thượng tướng (2014), Giám đốc Học viện Quốc phòng[43]
- 2.2007–8.2013, Rơ Ô Cheo, Thiếu tướng (2007)[44]
- 2009–2016, Nguyễn Trọng Huy, Thiếu tướng (2010)[45]
- 9.2007–7.2010, Lê Chiêm, Thiếu tướng, Trung tướng (2012)[46]
- 2010–4.2015, Nguyễn Quy Nhơn, Thiếu tướng (2008)
- 2013– 4.2020, Đoàn Kiểu, Thiếu tướng (2013)[47]
- 2015–nay, Nguyễn Đình Tiến, Thiếu tướng (2014)[48] nguyên Phó Tham mưu trưởng Quân khu 5[49]
- 6.2016–6.2018, Thái Đại Ngọc, Thiếu tướng, nguyên Chỉ huy trưởng Bộ CHQS tỉnh Đăk Nông[50]
- 6.2018– 07.2025, Cao Phi Hùng, Thiếu tướng (2018), nguyên Phó Tham mưu trưởng Quân khu 5.
- 4.2020– nay, Hứa Văn Tưởng, nguyên Chỉ huy trưởng Bộ CHQS tỉnh Quảng Nam (7.2018– 4.2020), nguyên Phó Tham mưu trưởng Quân khu 5.

## Phó Chính ủy qua các thời kỳ
- 2007–2008, Nguyễn Thành Đức, Trung tướng (2008), Chính ủy Quân khu 5[51]
- 2008–2010, Đào Duy Minh, Trung tướng (2011), Phó Chủ nhiệm Tổng cục chính trị Quân đội nhân dân Việt Nam(2011–2015)
- 2010 –2012, Lê Văn Hoàng, Trung tướng (2014), nay là Chính ủy Tổng cục Hậu cần (2012–nay)[52]
- 2012–2.2015, Lê Anh Thơ, Trung tướng (2016), nay là Chính ủy Học viện Lục quân[53]
- 3.2015– 6.2019, Trịnh Đình Thạch, Thiếu tướng[54], nay là Chính ủy Quân khu 5(6.2019–nay)
- 6.2019– 4.2023, Trương Thiên Tô, Thiếu tướng (2019)
- 11/2023 - 18/05/2025 Đại tá Lương Đình Chung nguyên Chính ủy bộ CHQS tỉnh Quảng Ngãi.
- 18/05/2025 - Nay Đại tá Trần Minh Trọng

## Chủ nhiệm Chính trị, Phó Chủ nhiệm chính trị, Phó tham mưu trưởng là sĩ quan cấp tướng
- Nguyễn Nghĩa, Thiếu tướng, Nguyên Chủ nhiệm Chính trị Quân khu 5.
- Dương Minh Ngọ, Thiếu tướng, Nguyên Chủ nhiệm Chính trị Quân khu 5, Nguyên Phó giám đốc Học viện Quốc phòng.
- Đào Duy Minh, CNCT(2006 – 2008) Chính ủy QK5 (2010–2011)
- Nguyễn Thanh Tuấn,CNCT(2008–2010) Trung tướng (2013), Nguyên Cục trưởng Cục Tuyên huấn(2010 –2014), Tổng cục Chính trị[55]
- Trần Quang Phương, CNCT(2010–2011) Chính ủy Quân khu 5 (2011– nay)
- Lê Anh Thơ,CNCT(2011–2012) Trung tướng (2016), nay là Chính ủy Học viện Lục quân (2015–2018)
- Tạ Nhân, Trung tướng (2017), nguyên CNCT(2012–2016), Phó chủ nhiệm thường trực ủy ban kiểm tra QUTW(2016–nay)[56]
- Lê Ngọc Nam, Thiếu tướng (2016),Chủ nhiệm Chính trị Quân khu 5(2016 – 2018)Phó chủ nhiệm ủy ban kiểm tra QUTW (2018–nay)
- Hà Huy Long, Thiếu tướng (2015), Phó Chủ nhiệm – Bí thư Đảng ủy Cục Chính trị Quân khu 5.
- Nguyễn Viết Hoàng, Thiếu tướng, nguyên Phó Tham mưu trưởng Quân khu 5.[57]
- Đặng Lê Nhị, Thiếu tướng, nguyên Phó Tham mưu trưởng Quân khu 5[58]
- Võ Duy Chín, Thiếu tướng (2008), nguyên Phó Chủ nhiệm chính trị Quân khu 5.[59]
- Nguyễn Đức Liên, Thiếu tướng, nguyên Phó chủ nhiệm chính trị Quân khu 5.[60]
- Phạm Ngọc Tính, Thiếu tướng (2014), Phó tham mưu trưởng Quân khu 5[61]
- Nguyễn Ngọc Minh, Thiếu tướng (2011), Nguyên phó tham mưu trưởng Quân khu 5[62]
- Nguyễn Ngọc Ân, Thiếu tướng (2012), nguyên Phó tham mưu trưởng Quân khu 5.[63][64][65]
- Trương Hồng Quang, Thiếu tướng (2019), Phó Tham mưu trưởng Quân khu 5.

Đoàn Văn Nhất  thiếu tướng Phó Chủ nhiệm – Bí thư Đảng ủy Cục Chính trị Quân khu 5.

## Những Chỉ huy trưởng, Chính ủy là sĩ quan cấp tướng
- Yblok Êban, Thiếu tướng, Chủ tịch UBND đầu tiên của Tỉnh Đắk Lắk.
- Nay Phao, Thiếu tướng, nguyên Chỉ huy trưởng Bộ chỉ huy Quân sự tỉnh Đắk Lắk.
- A Sang, Thiếu tướng, Nguyên Chỉ huy trưởng Bộ Chỉ huy Quân sự tỉnh Kon Tum.[66]
- Phạm Bân, Thiếu tướng, Nguyên Chỉ huy trưởng Bộ Chỉ huy Quân sự thành phố Đà Nẵng.[67]
- Võ Phi Hồng, Thiếu tướng, Nguyên Chỉ huy trưởng Bộ chỉ huy Quân sự tỉnh Bình Định[68]
- Trịnh Hoàng Lâm, Thiếu tướng (1.2008), nguyên Chỉ huy trưởng Bộ chỉ huy quân sự tỉnh Đắk Nông.[69]
- Lê Minh Châu, Thiếu tướng, nguyên Hiệu trưởng Trường Quân sự Quân khu 5

## Trang bị
- Xe Cứu hộ đa năng hạng Trung SRF[70]